# Krunidba kralja Tomislava (Iveković)
Krunidba kralja Tomislava slika je hrvatskoga slikara Otona Ivekovića iz 1905. godine. Čuva se u Hrvatskom povijesnom muzeju u Zagrebu. To je jedno od kanonskih djela hrvatskoga historijskog slikarstva.
Oton Iveković (1869. – 1939.) jedan je od najpoznatijih hrvatskih povijesnih slikara. Njegova slika Krunidba kralja Tomislava prikazuje simbolički trenutak kada je Tomislav okrunjen za prvoga hrvatskog kralja. Hrvati na slici pozdravljaju svoga prvog kralja. Manjih je dimenzija i koloristički ima tople, crvene tonove.
Umjetničko djelo pripada žanru historijskog slikarstva i reproducirano je i na razglednici Zaklade tiskare Narodnih novina 1925. godine, tijekom obilježavanja tisućite obljetnice Hrvatskoga Kraljevstva. Razglednica s reprodukcijom slike bila je potez namijenjen različitim društvenim slojevima, a u vrijeme sve izraženijeg procesa nacionalne integracije imala je simboličko značenje promocije nacionalnoga identiteta.
Ivekovićev je stil romantičarski i povijesno-patriotski, a njegova djela poput ovoga često se koriste u udžbenicima, razglednicama, oleografijama i povijesnim publikacijama. U vrijeme kada je naslikao sliku Krunidba kralja Tomislava, naslikao je i neka druga od svojih najznačajnijih djela (Dolazak Hrvata na Jadran, Krunidba kralja Zvonimira i Poljubac mira hrvatskih velmoža kralju Kolomanu).